# فرجينيا أوهانلون
فرجينيا أوهانلون (بالإنجليزية: Virginia O'Hanlon)‏ هي مُدرسة أمريكية، ولدت في 20 يوليو 1889 في نيويورك في الولايات المتحدة، وتوفيت في 13 مايو 1971 في فالاتي في الولايات المتحدة.